# Vol Angara Airlines 2311
 (24 juillet 2025).
Le vol Angara Airlines 2311 est un vol intérieur de la fédération de Russie, opéré par un Antonov An-24 d'Angara Airlines, qui s'est écrasé le 24 juillet 2025 dans une forêt à environ 15 km au sud-ouest de l'aéroport de Tynda (en) (oblast de l'Amour), après une tentative d'atterrissage infructueuse par mauvaise visibilité. Les 42 passagers et les 6 membres d'équipage à bord sont tous décédés. Aucune victime au sol n'est à déplorer.

## Contexte

### Avion
L'appareil impliqué, un Antonov An-24RV immatriculé RA-47315, est sorti de l'usine Antonov de Kiev (en) le 29 janvier 1976,. Il effectue ses premiers vols pour Aeroflot avant la dissolution de l'Union soviétique en 1991. Par la suite, il vole successivement pour Nizhny Novgorod Airlines, Kampuchea Airlines (en), KurskAvia, Izhavia, Aeroservis (en) et RusLine. Au moment de l'accident, la compagnie Angara Airlines exploite dix Antonov An-24, tous fabriqués entre 1972 et 1976. Rosaviatsia mentionne l'implication de l'appareil dans quatre incidents depuis 2018. En 2021, son certificat de navigabilité est prolongé jusqu'en 2036.

### Passagers et équipage
Les sources fournissent des chiffres contradictoires sur le nombre de personnes à bord. Le ministère russe des Situations d'urgence évoque 40 personnes à bord. Le gouverneur de l'oblast de l'Amour (en), Vassili Orlov (en), parle quant à lui de 43 passagers et 6 membres d'équipage. En réalité, l'avion ne compte que 48 occupants au lieu de 49 car Marina Avalian, une habitante de Tynda âgée de 55 ans, refuse d'embarquer au dernier moment après avoir reçu un message de sa fille lui demandant de venir garder son bébé. Parmi les passagers, figurent cinq enfants, un oncologue et un ressortissant chinois. 
Le commandant de bord, Viatcheslav Logvinov, âgé de 61 ans, est diplômé de l'Institut militaire Talgat Bigeldinov des forces de défense aérienne (en) et compte 11 000 heures de vol à son actif. Il a auparavant travaillé pour la compagnie IrAero avant de rejoindre Angara Airlines. Le copilote, Kirill Plaksine, âgé de 37 ans, fait l'objet d'une procédure administrative pour avoir refusé de se soumettre à un test de dépistage de drogue en mai 2025, avec une audience prévue dans l'après-midi suivant le vol[source insuffisante].

## Déroulement des faits
Selon l'agence Interfax, le vol suit un itinéraire passant par les villes de Khabarovsk, Blagovechtchensk et Tynda, en Extrême-Orient russe. L'avion atterrit à l'aéroport d'Ignatiévo à 8 h 20 (UTC+9) pour faire le plein de carburant et permettre à de nouveaux passagers de monter avant de redécoller à 11 h 20, avec une une heure et demi de retard en raison de mauvaises conditions météorologiques. L'avion s'approche de sa destination finale, Tynda, lorsqu'il disparaît des radars. Il tente une première approche dans des conditions de faible visibilité, sans succès, et amorce une seconde tentative d'atterrissage. C'est à ce moment-là, à 13 h, qu'il cesse d'émettre tout signal,,.
Les débris en feu de l'avion sont retrouvés à 17 h 30 par un hélicoptère de secours de la Rosaviatsia,, à environ 15 km de Tynda. Les médias russes rapportent que l'épave repose sur un flanc de montagne et qu'il n'y a aucun survivant. Aucun chemin d'accès n'existant pour rejoindre le site du crash, plus de 100 secouristes utilisent des engins de chantier pour en ouvrir un. Ils parviennent sur place à 23 h. 

## Réactions
Le gouverneur de l'oblast de l'Amour, Vassili Orlov, et celui du kraï de Khabarovsk, Dmitri Demechine, décrètent chacun trois jours de deuil régional,. Le ministre russe des Transports, Andreï Nikitine (en), annonce que des compensations de 5 millions de roubles (environ 54 500 euros) seront versées à chaque famille de victimes. Les chefs d'État de la Chine, de l'Égypte, de l'Ouzbékistan, du Kazakhstan, des Émirats arabes unis, de Cuba, de la Biélorussie, du Nicaragua et du Qatar ainsi que les chefs de gouvernement de l'Inde et de l'Arménie adressent leurs condoléances au président russe Vladimir Poutine.

## Enquête
Une enquête est ouverte par le Comité d'enquête russe et le Comité interétatique de l'aviation pour déterminer la cause du crash. Les enregistreurs de vol de l'appareil sont récupérés le jour suivant l'accident. Les enquêteurs parviennent à extraire les données du cockpit voice recorder (CVR), mais pas de l'enregistreur de données de vol, détruit lors de l'incendie post-crash. L'analyse préliminaire du CVR ne révèle aucun problème avec les systèmes de l'appareil. Le gouverneur de l'oblast de l'Amour, Vassili Orlov, affirme que deux pistes principales sont envisagées pour expliquer le drame : celle d'une « défaillance technique » et celle d'une « erreur de pilotage »,.